# Bureau d'études Pivdenne
Pour les articles homonymes, voir Pivdenne.
Le Bureau d'études d'État du sud nommé d'après M. K. Yangel, KB Pivdenne ou KB Ioujnoïe (respectivement abréviations ukrainienne et russe, en ukrainien : Державне конструкторське бюро «Південне» ім. М. К. Янгеля ; en russe : Конструкторское бюро «Южное» им. М. К. Янгеля ; KB Yuzhnoye selon la transcription anglophone du russe, initialement nommé OKB-586), situé à Dnipro, en Ukraine, est un établissement consacré à la conception de satellites, de lanceurs et de missiles balistiques intercontinentaux (ICBM) soviétiques. Le bureau d'études est créé en 1954 par décentralisation d'une partie de l'activité de développement des missiles jusque-là concentrée à Moscou pour réduire la vulnérabilité de cette industrie à une frappe nucléaire. Le nouveau bureau d'études est placé à l'époque sous la direction de Mikhail Yanguel, un collaborateur de Sergueï Korolev, qui va y concevoir les missiles balistiques les plus puissants de l'Union Soviétique.
La société travaille depuis sa création en étroite collaboration avec le constructeur Pivdenmach également situé à Dnipro. Ioujmach est le principal constructeur des modèles développés par le Bureau d'études Ioujnoïe.

## Historique
PA Ioujmach, acronyme d’Ateliers du Sud A.M. Makarov, est un motoriste ukrainien, actif dans les secteurs de l'aéronautique et l'aérospatiale (fusées, satellites), le machinisme agricole, les véhicules de transport en commun (bus, trolleybus, tramways) et les turbines ; il est issu de la privatisation d'un centre de recherche soviétique, et est basé à Dnipro.

### Le temps des missiles

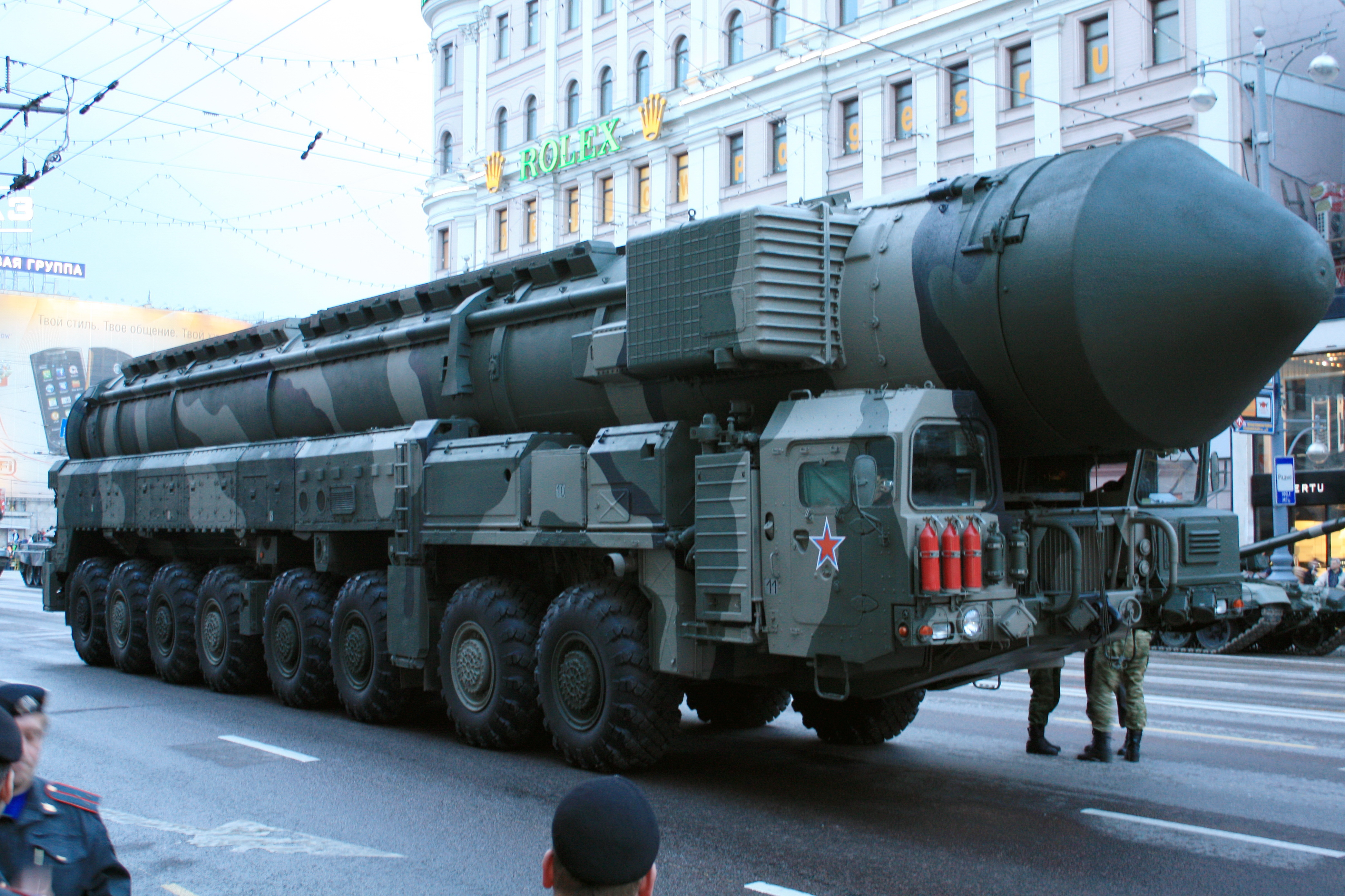
Un train mobile de lanceur Topol-M au cours des répétitions du défilé du Jour de la Victoire 2010.

Ioujmach formait à l'origine en Union soviétique l'« usine 586 ». En 1954, Mikhaïl Yanguel créa le bureau d'études indépendant OKB-586 à partir du département Recherche et développement de l'usine 586. Il était précédemment directeur du centre de recherches OKB-1 (aujourd'hui RKK Energiya) et se posait en partisan des propergols liquides hypergoliques stockables (contrairement à Sergueï Korolev de l’OKB-1, qui privilégiait les missiles à ergols cryogéniques). Mikhaïl Yanguel avait reçu l'autorisation du Politburo de créer son propre bureau d'études pour poursuivre la recherche sur les missiles balistiques à propergols liquides : c'est ainsi qu’en 1966 l'OKB-586 devint le « Bureau d'Études Sud » ou Ioujnoïe, tandis que l'usine no 586 était rebaptisée « Ateliers Mécaniques Sud », voués ensemble à la conception et à la fabrication de missiles balistiques. Par la suite, l'usine sera rebaptisée Union d'Assemblage Sud, ou Ioujmach.

## Produits
- Lanceurs
  - Zenit

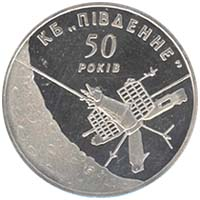
Satellite Sitch-1M (Okean) sur une pièce commémorative ukrainienne émise en 2004

  - Tsiklon : Tsiklon-2, Tsiklon-3, Tsiklon-4
  - Kosmos-3M
  - Dnepr (ex-missiles SS-18 'Satan')
  - premier étage d'Antares, en coopération avec Orbital Sciences Corporation
- Missiles balistiques :
  - SS-5 'Skean'
  - SS-7 'Saddler'
  - SS-8 'Sasin'
  - SS-9 'Scarp'
  - RT-20P
  - SS-17 'Spanker'
  - SS-18 'Satan'/Dnepr
  - SS-24 'Scalpel'
  - Hrim-2
- Satellites
  - Tselina satellites d'écoute électronique (1967-2007)
  - DS satellites scientifiques (1960-1977)
  - Taïfun calibration radar
  - Okean observation des océans
  - Sich Télédétection optique à usage civil
  - AUOS satellites scientifiques
- Moteurs-fusées
  - RD-843
  - RD-853
  - RD-859
  - RD-861K
  - RD-866
  - RD-868
- Propulseurs utilisés pour contrôler l'orientation
  - RD-8
  - RD-855
  - RD-856